# Хатабала
«Хатабала» — это понятие, состоящее из арабских слов «хата» (араб. خطأ‎) и «бала» (араб. بَلَاء‎), и означающее переполох, кутерьма, недоразумение, путаница.

## Искусство
- «Хатабала» — пьеса армянского драматурга Габриеля Сундукяна (1866).
- «Хатабала» — армянский сатирический журнал, издававшийся в Тбилиси с 1906 по 1916 год, в 1922 и 1925—1926 годах.
- Хатабала — армянский советский фильм Юрию Ерзинкяна (1971).